# Changement de nom de communes en France dans les années 1890
Pour des articles plus généraux, voir Changement de nom de communes en France et Changement de nom de communes en France au XIXe siècle.
Cet article présente une liste des changements de nom de communes en France dans les années 1890.

## 1890
Source : Table décennale des bulletins des lois du 1er janvier 1884 au 31 décembre 1893

### Janvier
| Code INSEE | Ancienne dénomination | Département                           | Nouvelle dénomination         | Date                      |
| ---------- | --------------------- | ------------------------------------- | ----------------------------- | ------------------------- |
| 74281      | Thonon                | Haute-Savoie                          | Thonon-les-Bains              | Décret du 11 janvier 1890 |
| 78113      | Brueil                | Seine-et-Oise (actuellement Yvelines) | Brueil-en-Vexin               | Décret du 14 janvier 1890 |
| 35070      | Châteauneuf           | Ille-et-Vilaine                       | Châteauneuf-d'Ille-et-Vilaine | Décret du 22 janvier 1890 |
| 69157      | Pontcharra            | Rhône                                 | Pontcharra-sur-Turdine        | Décret du 22 janvier 1890 |
| 63052      | Le Breuil             | Puy-de-Dôme                           | Le Breuil-sur-Couze           | Décret du 25 janvier 1890 |
| 88465      | Thaon                 | Vosges                                | Thaon-les-Vosges              | Décret du 25 janvier 1890 |

### Février
| Code INSEE | Ancienne dénomination | Département | Nouvelle dénomination | Date                      |
| ---------- | --------------------- | ----------- | --------------------- | ------------------------- |
| 36241      | Villedieu             | Indre       | Villedieu-sur-Indre   | Décret du 12 février 1890 |

### Mars
| Code INSEE | Ancienne dénomination | Département    | Nouvelle dénomination | Date                   |
| ---------- | --------------------- | -------------- | --------------------- | ---------------------- |
| 52353      | Nogent-le-Roi         | Haute-Marne    | Nogent-en-Bassigny    | Décret du 8 mars 1890  |
| 34217      | Prades                | Hérault        | Prades-le-Lez         | Décret du 28 mars 1890 |
| 71180      | Donzy-le-Royal        | Saône-et-Loire | Donzy-le-National     | Décret du 28 mars 1890 |

### Juin
| Code INSEE | Ancienne dénomination | Département | Nouvelle dénomination | Date                   |
| ---------- | --------------------- | ----------- | --------------------- | ---------------------- |
| 15069      | Saint-Mary-le-Cros    | Cantal      | Ferrières-Saint-Mary  | Décret du 23 juin 1890 |

### Juillet
| Code INSEE | Ancienne dénomination | Département  | Nouvelle dénomination  | Date                       |
| ---------- | --------------------- | ------------ | ---------------------- | -------------------------- |
| 41238      | Savigny               | Loir-et-Cher | Savigny-sur-Braye      | Décret du 19 juillet 1890  |
| 46265      | Saint-Denis           | Lot          | Saint-Denis-lès-Martel | Décret du 19 juillet 1890  |
| 07349      | La Voulte             | Ardèche      | La Voulte-sur-Rhône    | Décret du 21 juillet 1890, |
| 46264      | Saint-Denis           | Lot          | Saint-Denis-Catus      | Décret du 21 juillet 1890, |
| 89411      | Theil                 | Yonne        | Theil-sur-Vannes       | Décret du 21 juillet 1890, |

### Août
| Code INSEE | Ancienne dénomination | Département    | Nouvelle dénomination  | Date                   |
| ---------- | --------------------- | -------------- | ---------------------- | ---------------------- |
| 41211      | Saint-Georges         | Loir-et-Cher   | Saint-Georges-sur-Cher | Décret du 2 août 1890  |
| 47292      | Sauveterre-de-Fumel   | Lot-et-Garonne | Sauveterre-la-Lémance  | Décret du 2 août 1890  |
| 14312      | Grandcamp             | Calvados       | Grandcamp-les-Bains    | Décret du 18 août 1890 |
| 33343      | Pujols                | Gironde        | Pujols-sur-Ciron       | Décret du 18 août 1890 |
| 33543      | Aubiac-et-Verdelais   | Gironde        | Verdelais              | Décret du 18 août 1890 |
| 50431      | Remilly               | Manche         | Remilly-sur-Lozon      | Décret du 18 août 1890 |
| 59359      | Loon                  | Nord           | Loon-Plage             | Décret du 18 août 1890 |
| 80093      | Berteaucourt          | Somme          | Berteaucourt-les-Dames | Décret du 18 août 1890 |
| 84054      | L'Isle                | Vaucluse       | L’Isle-sur-la-Sorgue   | Décret du 18 août 1890 |

### Septembre
| Code INSEE | Ancienne dénomination | Département | Nouvelle dénomination | Date                         |
| ---------- | --------------------- | ----------- | --------------------- | ---------------------------- |
| 02458      | Marchais              | Aisne       | Marchais-en-Brie      | Décret du 13 septembre 1890, |
| 27507      | Saint-André           | Eure        | Saint-André-de-l'Eure | Décret du 13 septembre 1890, |

### Novembre
| Code INSEE | Ancienne dénomination        | Département   | Nouvelle dénomination | Date                        |
| ---------- | ---------------------------- | ------------- | --------------------- | --------------------------- |
| 02796      | Nanteuil-sur-Ourcq-et-Vichel | Aisne         | Vichel-Nanteuil       | Décret du 12 novembre 1890, |
| 22068      | Grâce                        | Côtes-du-Nord | Grâce-Uzel            | Décret du 12 novembre 1890, |
| 26042      | Lavache                      | Drôme         | Beauvallon            | Décret du 12 novembre 1890, |
| 33514      | Soulac                       | Gironde       | Soulac-sur-Mer        | Décret du 12 novembre 1890, |
| 38173      | Le Freney                    | Isère         | Le Freney-d'Oisans    | Décret du 12 novembre 1890, |
| 83123      | Saint-Nazaire                | Var           | Sanary                | Décret du 12 novembre 1890, |

### Décembre
| Code INSEE | Ancienne dénomination | Département                             | Nouvelle dénomination | Date                       |
| ---------- | --------------------- | --------------------------------------- | --------------------- | -------------------------- |
| 06104      | Roquebrune            | Alpes-Maritimes                         | Cabbé-Roquebrune      | Décret du 15 décembre 1890 |
| 36224      | Tournon               | Indre                                   | Tournon-Saint-Martin  | Décret du 15 décembre 1890 |
| 54008      | Allain-aux-Bœufs      | Meurthe-et-Moselle                      | Allain                | Décret du 15 décembre 1890 |
| 55144      | Dammarie              | Meuse                                   | Dammarie-sur-Saulx    | Décret du 15 décembre 1890 |
| 79098      | Goux                  | Deux-Sèvres                             | La Couarde            | Décret du 15 décembre 1890 |
| 50190      | Fontenay              | Manche                                  | Fontenay-sur-Mer      | Décret du 17 décembre 1890 |
| 95166      | Cléry                 | Seine-et-Oise (actuellement Val-d'Oise) | Cléry-en-Vexin        | Décret du 17 décembre 1890 |

## 1891
Source : Table décennale des bulletins des lois du 1er janvier 1884 au 31 décembre 1893

### Janvier
| Code INSEE | Ancienne dénomination | Département   | Nouvelle dénomination     | Date                   |
| ---------- | --------------------- | ------------- | ------------------------- | ---------------------- |
| 31358      | Montastruc            | Haute-Garonne | Montastruc-la-Conseillère | Décret du 3 mars 1891  |
| 63071      | Allagnat              | Puy-de-Dôme   | Ceyssat                   | Décret du 13 mars 1891 |

### Février
| Code INSEE | Ancienne dénomination | Département | Nouvelle dénomination | Date                  |
| ---------- | --------------------- | ----------- | --------------------- | --------------------- |
| 26169      | Rac                   | Drôme       | Malataverne           | Décret du 4 mai 1891  |
| 12052      | Saint-Julien-d'Empare | Aveyron     | Capdenac-Gare         | Décret du 16 mai 1891 |

### Juin
| Code INSEE | Ancienne dénomination | Département | Nouvelle dénomination | Date                   |
| ---------- | --------------------- | ----------- | --------------------- | ---------------------- |
| 85129      | Les Lucs              | Vendée      | Les Lucs-sur-Boulogne | Décret du 17 juin 1891 |

### Juillet
| Code INSEE | Ancienne dénomination  | Département                          | Nouvelle dénomination    | Date                       |
| ---------- | ---------------------- | ------------------------------------ | ------------------------ | -------------------------- |
| 89004      | Aisy                   | Yonne                                | Aisy-sur-Armançon        | Décret du 2 juillet 1891   |
| 89218      | Saint-Cydroine-Laroche | Yonne                                | Laroche-Saint-Cydroine   | Décret du 2 juillet 1891   |
| 91333      | Leuville               | Seine-et-Oise (actuellement Essonne) | Leuville-sur-Orge        | Décret du 2 juillet 1891   |
| 37241      | Savigné                | Indre-et-Loire                       | Savigné-sur-Lathan       | Décret du 16 juillet 1891  |
| 16090      | Châteauneuf            | Charente                             | Châteauneuf-sur-Charente | Décret du 17 juillet 1891, |
| 17003      | Aigrefeuille           | Charente-Inférieure                  | Aigrefeuille-d'Aunis     | Décret du 17 juillet 1891, |
| 22124      | Lescouët               | Côte-du-Nord                         | Lescouët-Gouarec         | Décret du 17 juillet 1891, |
| 30217      | Rochefort              | Gard                                 | Rochefort-du-Gard        | Décret du 17 juillet 1891, |
| 81192      | Murat                  | Tarn                                 | Murat-sur-Vèbre          | Décret du 17 juillet 1891, |
| 30028      | Bagnols                | Gard                                 | Bagnols-sur-Cèze         | Décret du 27 juillet 1891  |
| 02051      | Barzy                  | Aisne                                | Barzy-sur-Marne          | Décret du 28 juillet 1891, |
| 03097      | Deneuille              | Allier                               | Deneuille-les-Mines      | Décret du 28 juillet 1891, |
| 03297      | Vallon                 | Allier                               | Vallon-en-Sully          | Décret du 28 juillet 1891, |
| 06147      | Tourrette              | Alpes-Maritimes                      | Tourrette-Levens         | Décret du 28 juillet 1891, |
| 41149      | Montoire               | Loir-et-Cher                         | Montoire-sur-le-Loir     | Décret du 28 juillet 1891, |
| 52346      | Mussey                 | Haute-Marne                          | Mussey-sur-Marne         | Décret du 28 juillet 1891, |
| 88351      | Plombières             | Vosges                               | Plombières-les-Bains     | Décret du 28 juillet 1891, |

### Août
| Code INSEE | Ancienne dénomination | Département | Nouvelle dénomination | Date                   |
| ---------- | --------------------- | ----------- | --------------------- | ---------------------- |
| 79057      | Brioux                | Deux-Sèvres | Brioux-sur-Boutonne   | Décret du 26 août 1891 |

### Septembre
| Code INSEE | Ancienne dénomination | Département | Nouvelle dénomination  | Date                        |
| ---------- | --------------------- | ----------- | ---------------------- | --------------------------- |
| 12248      | Saint-Sernin          | Aveyron     | Saint-Sernin-sur-Rance | Décret du 7 septembre 1891, |
| 61310      | Nonant                | Orne        | Nonant-le-Pin          | Décret du 7 septembre 1891, |
| 72138      | Fresnay               | Sarthe      | Fresnay-sur-Sarthe     | Décret du 7 septembre 1891, |
| 72241      | Montfort              | Sarthe      | Montfort-le-Rotrou     | Décret du 8 septembre 1891  |

### Novembre
| Code INSEE | Ancienne dénomination    | Département | Nouvelle dénomination | Date                       |
| ---------- | ------------------------ | ----------- | --------------------- | -------------------------- |
| 83001      | Les Adrets-de-Montauroux | Var         | Les Adrets-de-Fréjus  | Décret du 28 novembre 1891 |
| 83144      | La Valette               | Var         | La Valette-du-Var     | Décret du 30 novembre 1891 |

### Décembre
| Code INSEE | Ancienne dénomination | Département    | Nouvelle dénomination    | Date                         |
| ---------- | --------------------- | -------------- | ------------------------ | ---------------------------- |
| 34179      | Murviel               | Hérault        | Murviel-lez-Montpellier  | Décret du 10 décembre 1891   |
| 55519      | Tronville             | Meuse          | Tronville-en-Barrois     | Décret du 10 décembre 1891   |
| 27041      | La Barre              | Eure           | La Barre-en-Ouche        | Décret du 19 décembre 1891   |
| 14203      | Cricqueville          | Calvados       | Cricqueville-en-Auge     | Décret du 30 décembre 1891 , |
| 14204      | Cricqueville          | Calvados       | Cricqueville-en-Bessin   | Décret du 30 décembre 1891 , |
| 14239      | Englesqueville        | Calvados       | Englesqueville-la-Percée | Décret du 30 décembre 1891 , |
| 23045      | Chambon               | Creuse         | Chambon-sur-Voueize      | Décret du 30 décembre 1891 , |
| 23115      | Magnat                | Creuse         | Magnat-l'Étrange         | Décret du 30 décembre 1891 , |
| 47056      | Castelnau             | Lot-et-Garonne | Castelnau-sur-Gupie      | Décret du 30 décembre 1891 , |
| 71330      | Neuvy                 | Saône-et-Loire | Neuvy-Grandchamp         | Décret du 30 décembre 1891 , |
| 72035      | Bessé                 | Sarthe         | Bessé-sur-Braye          | Décret du 30 décembre 1891 , |
| 72068      | La Chartre            | Sarthe         | La Chartre-sur-le-Loir   | Décret du 30 décembre 1891 , |
| 81266      | Saint-Paul            | Tarn           | Saint-Paul-Cap-de-Joux   | Décret du 30 décembre 1891 , |

## 1892
Source : Table décennale des bulletins des lois du 1er janvier 1884 au 31 décembre 1893

### Janvier
| Code INSEE | Ancienne dénomination | Département | Nouvelle dénomination | Date                       |
| ---------- | --------------------- | ----------- | --------------------- | -------------------------- |
| 36120      | Mers                  | Indre       | Mers-sur-Indre        | Décret du 23 janvier 1892, |
| 80065      | Beaucourt             | Somme       | Beaucourt-sur-Ancre   | Décret du 23 janvier 1892, |

### Février
| Code INSEE | Ancienne dénomination | Département | Nouvelle dénomination   | Date                       |
| ---------- | --------------------- | ----------- | ----------------------- | -------------------------- |
| 29022      | Camaret               | Finistère   | Camaret-sur-Mer         | Décret du 26 février 1892, |
| 32390      | Saint-Martin          | Gers        | Saint-Martin-d’Armagnac | Décret du 26 février 1892, |

### Avril
| Code INSEE | Ancienne dénomination | Département | Nouvelle dénomination | Date                   |
| ---------- | --------------------- | ----------- | --------------------- | ---------------------- |
| 26088      | Chatuzange            | Drôme       | Chatuzange-le-Goubet  | Décret du 2 avril 1892 |
| 89089      | Chastellux            | Yonne       | Chastellux-sur-Cure   | Décret du 7 avril 1892 |

### Mai
| Code INSEE | Ancienne dénomination | Département | Nouvelle dénomination | Date                  |
| ---------- | --------------------- | ----------- | --------------------- | --------------------- |
| 21464      | Nuits-sous-Beaune     | Côte-d'Or   | Nuits-Saint-Georges   | Décret du 10 mai 1892 |

### Juillet
| Code INSEE | Ancienne dénomination | Département | Nouvelle dénomination | Date                     |
| ---------- | --------------------- | ----------- | --------------------- | ------------------------ |
| 18185      | Presly-le-Chétif      | Cher        | Presly                | Décret du 2 juillet 1892 |
| 58109      | Entrains              | Nièvre      | Entrains-sur-Nohain   | Décret du 2 juillet 1892 |

### Août
| Code INSEE | Ancienne dénomination | Département    | Nouvelle dénomination    | Date                   |
| ---------- | --------------------- | -------------- | ------------------------ | ---------------------- |
| 86004      | Angles                | Vienne         | Angles-sur-l'Anglin      | Décret du 22 août 1892 |
| 55155      | Dombasle              | Meuse          | Dombasle-en-Argonne      | Décret du 22 août 1892 |
| 37189      | Preuilly              | Indre-et-Loire | Preuilly-sur-Claise      | Décret du 22 août 1892 |
| 81308      | Valence               | Tarn           | Valence-d'Albigeois      | Décret du 22 août 1892 |
| 81317      | Villefranche          | Tarn           | Villefranche-d'Albigeois | Décret du 22 août 1892 |

### Septembre
| Code INSEE | Ancienne dénomination   | Département | Nouvelle dénomination   | Date                        |
| ---------- | ----------------------- | ----------- | ----------------------- | --------------------------- |
| 23020      | Bellegarde              | Creuse      | Bellegarde-en-Marche    | Décret du 9 septembre 1892, |
| 23075      | Dun                     | Creuse      | Dun-le-Palleteau        | Décret du 9 septembre 1892, |
| 33451      | Saint-Michel-la-Rivière | Gironde     | Saint-Michel-de-Fronsac | Décret du 9 septembre 1892, |
| 56115      | Locmaria                | Morbihan    | Locmaria-Grand-Champ    | Décret du 9 septembre 1892, |
| 73232      | Sainte-Foy              | Savoie      | Sainte-Foy-Tarentaise   | Décret du 9 septembre 1892, |
| 80004      | Acheux                  | Somme       | Acheux-en-Vimeu         | Décret du 9 septembre 1892, |
| 88029      | Bains                   | Vosges      | Bains-les-Bains         | Décret du 9 septembre 1892, |

### Octobre
| Code INSEE | Ancienne dénomination   | Département                       | Nouvelle dénomination  | Date                       |
| ---------- | ----------------------- | --------------------------------- | ---------------------- | -------------------------- |
| 01143      | Divonne                 | Ain                               | Divonne-les-Bains      | Décret du 11 octobre 1892  |
| 41199      | Saint-Amand             | Loir-et-Cher                      | Saint-Amand-de-Vendôme | Décret du 11 octobre 1892  |
| 04190      | Saint-Martin-de-Renacas | Basses-Alpes                      | Saint-Martin-les-Eaux  | Décret du 21 octobre 1892, |
| 06015      | Berre                   | Alpes-Maritimes                   | Berre-des-Alpes        | Décret du 21 octobre 1892, |
| 08346      | Prix                    | Ardennes                          | Prix-lès-Mézières      | Décret du 21 octobre 1892, |
| 2A064      | Torgia-Cardo            | Corse (actuellement Corse-du-Sud) | Cardo-Torgia           | Décret du 21 octobre 1892, |
| 79061      | Celles                  | Deux-Sèvres                       | Celles-sur-Belle       | Décret du 21 octobre 1892, |

### Décembre
| Code INSEE | Ancienne dénomination    | Département     | Nouvelle dénomination     | Date                        |
| ---------- | ------------------------ | --------------- | ------------------------- | --------------------------- |
| 49361      | Varennes-sous-Montsoreau | Maine-et-Loire  | Varennes-sur-Loire        | Décret du 1er décembre 1892 |
| 56196      | Rochefort                | Morbihan        | Rochefort-en-Terre        | Décret du 3 décembre 1892   |
| 69107      | Lamure                   | Rhône           | Lamure-sur-Azergues       | Décret du 3 décembre 1892   |
| 77216      | Grez                     | Seine-et-Marne  | Grez-sur-Loing            | Décret du 3 décembre 1892   |
| 31424      | Plaisance                | Haute-Garonne   | Plaisance-du-Touch        | Décret du 12 décembre 1892  |
| 81232      | Maussans                 | Tarn            | Rouffiac                  | Décret du 12 décembre 1892  |
| 82013      | Beaumont                 | Tarn-et-Garonne | Beaumont-de-Lomagne       | Décret du 12 décembre 1892  |
| 82115      | Monclar                  | Tarn-et-Garonne | Monclar-de-Quercy         | Décret du 12 décembre 1892  |
| 82117      | Montaigu                 | Tarn-et-Garonne | Montaigu-de-Quercy        | Décret du 12 décembre 1892  |
| 82131      | Montpezat                | Tarn-et-Garonne | Montpezat-de-Quercy       | Décret du 12 décembre 1892  |
| 82169      | Saint-Nicolas            | Tarn-et-Garonne | Saint-Nicolas-de-la-Grave | Décret du 12 décembre 1892  |
| 82190      | Verdun                   | Tarn-et-Garonne | Verdun-sur-Garonne        | Décret du 12 décembre 1892  |

## 1893
Source : Table décennale des bulletins des lois du 1er janvier 1884 au 31 décembre 1893

### Janvier
| Code INSEE | Ancienne dénomination  | Département                             | Nouvelle dénomination  | Date                      |
| ---------- | ---------------------- | --------------------------------------- | ---------------------- | ------------------------- |
| 69063      | Collonges              | Rhône                                   | Collonges-au-Mont-d'Or | Décret du 5 janvier 1893  |
| 95480      | Jouy-le-Comte          | Seine-et-Oise (actuellement Val-d'Oise) | Parmain                | Décret du 5 janvier 1893  |
| 37051      | Champigny              | Indre-et-Loire                          | Champigny-sur-Veude    | Décret du 6 janvier 1893  |
| 03221      | Saint-Bonnet-le-Désert | Allier                                  | Saint-Bonnet-Tronçais  | Décret du 11 janvier 1893 |
| 17138      | Dampierre              | Charente-Inférieure                     | Dampierre-sur-Boutonne | Décret du 11 janvier 1893 |

### Février
| Code INSEE | Ancienne dénomination  | Département | Nouvelle dénomination      | Date                    |
| ---------- | ---------------------- | ----------- | -------------------------- | ----------------------- |
| 32027      | Barcelonne             | Gers        | Barcelonne-du-Gers         | Décret du 3 avril 1893, |
| 63393      | Saint-Rémy             | Puy-de-Dôme | Saint-Rémy-sur-Durolle     | Décret du 3 avril 1893, |
| 84037      | Châteauneuf-Calcernier | Vaucluse    | Châteauneuf-du-Pape        | Décret du 3 avril 1893, |
| 32369      | Sainte-Christie        | Gers        | Sainte-Christie-d'Armagnac | Décret du 15 avril 1893 |
| 46159      | Lentillac              | Lot         | Latouille-Lentillac        | Décret du 21 avril 1893 |

### Mai
| Code INSEE | Ancienne dénomination | Département | Nouvelle dénomination | Date                 |
| ---------- | --------------------- | ----------- | --------------------- | -------------------- |
| 50199      | Genest                | Manche      | Genêts                | Décret du 6 mai 1893 |

### Juillet
| Code INSEE | Ancienne dénomination | Département                         | Nouvelle dénomination  | Date                      |
| ---------- | --------------------- | ----------------------------------- | ---------------------- | ------------------------- |
| 54270      | Hussigny              | Meurthe-et-Moselle                  | Hussigny-Godbrange     | Décret du 6 juillet 1893  |
| 58227      | Saint-Amand           | Nièvre                              | Saint-Amand-en-Puisaye | Décret du 11 juillet 1893 |
| 92040      | Issy                  | Seine (actuellement Hauts-de-Seine) | Issy-les-Moulineaux    | Décret du 28 juillet 1893 |

### Août
| Code INSEE | Ancienne dénomination  | Département         | Nouvelle dénomination    | Date                    |
| ---------- | ---------------------- | ------------------- | ------------------------ | ----------------------- |
| 17331      | Saint-Genis            | Charente-Inférieure | Saint-Genis-de-Saintonge | Décret du 26 août 1893, |
| 71150      | Crèches                | Saône-et-Loire      | Crêches-sur-Saône        | Décret du 26 août 1893, |
| 74243      | Saint-Julien           | Haute-Savoie        | Saint-Julien-en-Genevois | Décret du 26 août 1893, |
| 79031      | Beauvoir               | Deux-Sèvres         | Beauvoir-sur-Niort       | Décret du 28 août 1893, |
| 33319      | Pessac-de-Gensac       | Gironde             | Pessac-sur-Dordogne      | Décret du 28 août 1893, |
| 66223      | Villefranche           | Pyrénées-Orientales | Villefranche-de-Conflent | Décret du 28 août 1893, |
| 24068      | Cabans                 | Dordogne            | Le Buisson               | Décret du 29 août 1893  |
| 24585      | Villefranche-de-Belvès | Dordogne            | Villefranche-du-Périgord | Décret du 29 août 1893  |

### Septembre
| Code INSEE | Ancienne dénomination | Département | Nouvelle dénomination   | Date                        |
| ---------- | --------------------- | ----------- | ----------------------- | --------------------------- |
| 50287      | La Mancellière        | Manche      | La Mancellière-sur-Vire | Décret du 11 septembre 1893 |

### Octobre
| Code INSEE | Ancienne dénomination | Département           | Nouvelle dénomination  | Date                      |
| ---------- | --------------------- | --------------------- | ---------------------- | ------------------------- |
| 06123      | Saint-Laurent         | Alpes-Maritimes       | Saint-Laurent-du-Var   | Décret du 4 octobre 1893  |
| 90089      | Rougemont             | Territoire de Belfort | Rougemont-le-Château   | Décret du 4 octobre 1893  |
| 32243      | Mauléon               | Gers                  | Mauléon-d'Armagnac     | Décret du 5 octobre 1893, |
| 71284      | Brancion              | Saône-et-Loire        | Martailly-lès-Brancion | Décret du 5 octobre 1893, |
| 59418      | Mortagne              | Nord                  | Mortagne-du-Nord       | Décret du 5 octobre 1893, |

### Novembre
| Code INSEE | Ancienne dénomination   | Département    | Nouvelle dénomination   | Date                        |
| ---------- | ----------------------- | -------------- | ----------------------- | --------------------------- |
| 36208      | Sainte-Sévère           | Indre          | Sainte-Sévère-sur-Indre | Décret du 11 novembre 1893  |
| 41157      | Mur                     | Loir-et-Cher   | Mur-de-Sologne          | Décret du 11 novembre 1893  |
| 34310      | Thézan                  | Hérault        | Thézan-lès-Béziers      | Décret du 20 novembre 1893  |
| 05079      | Le Monêtier-de-Briançon | Hautes-Alpes   | Le Monêtier-les-Bains   | Décret du 22 novembre 1893, |
| 05101      | La Pisse                | Hautes-Alpes   | Pelvoux                 | Décret du 22 novembre 1893, |
| 43051      | Le Chambon              | Haute-Loire    | Le Chambon-de-Tence     | Décret du 23 novembre 1893, |
| 77532      | Vulaines                | Seine-et-Marne | Vulaines-en-Brie        | Décret du 23 novembre 1893, |

## 1894

### Janvier
| Code INSEE | Ancienne dénomination | Département         | Nouvelle dénomination       | Date                       |
| ---------- | --------------------- | ------------------- | --------------------------- | -------------------------- |
| 30170      | Molières              | Gard                | Molières-Cavaillac          | Décret du 26 janvier 1894  |
| 03051      | Nocq-Chambérat        | Allier              | Chambérat                   | Décret du 27 janvier 1894, |
| 17107      | Ciré                  | Charente-Inférieure | Ciré-d'Aunis                | Décret du 27 janvier 1894, |
| 47246      | Saint-Hilaire         | Lot-et-Garonne      | Saint-Hilaire-sur-Garonne   | Décret du 27 janvier 1894, |
| 06148      | Tourrettes-de-Vence   | Alpes-Maritimes     | Tourrettes-sur-Loup         | Décret du 27 janvier 1894, |
| 86229      | Saint-Léger           | Vienne              | Saint-Léger-de-Montbrillais | Décret du 27 janvier 1894, |
| 59533      | Saint-Hilaire         | Nord                | Saint-Hilaire-lez-Cambrai   | Décret du 29 janvier 1894  |

### Février
| Code INSEE | Ancienne dénomination | Département | Nouvelle dénomination | Date                      |
| ---------- | --------------------- | ----------- | --------------------- | ------------------------- |
| 80151      | Buire-sous-Corbie     | Somme       | Buire-sur-l'Ancre     | Décret du 24 février 1894 |

### Mars
| Code INSEE | Ancienne dénomination | Département  | Nouvelle dénomination  | Date                   |
| ---------- | --------------------- | ------------ | ---------------------- | ---------------------- |
| 04164      | Revest-en-Faugat      | Basses-Alpes | Revest-Saint-Martin    | Décret du 6 mars 1894  |
| 59649      | Wattignies            | Nord         | Wattignies-la-Victoire | Décret du 6 mars 1894  |
| 16236      | Mouthiers             | Charente     | Mouthiers-sur-Boëme    | Décret du 12 mars 1894 |

### Avril
| Code INSEE | Ancienne dénomination | Département                       | Nouvelle dénomination     | Date                    |
| ---------- | --------------------- | --------------------------------- | ------------------------- | ----------------------- |
| 24290      | Montferrand           | Dordogne                          | Montferrand-du-Périgord   | Décret du 7 avril 1894, |
| 32443      | Thermes               | Gers                              | Thermes-d'Armagnac        | Décret du 7 avril 1894, |
| 72025      | Bazouges              | Sarthe                            | Bazouges-sur-le-Loir      | Décret du 24 avril 1894 |
| 72046      | Le Breil              | Sarthe                            | Le Breil-sur-Mérize       | Décret du 24 avril 1894 |
| 72137      | La Fresnaye           | Sarthe                            | La Fresnaye-sur-Chédouet  | Décret du 24 avril 1894 |
| 72190      | Marolles              | Sarthe                            | Marolles-lès-Saint-Calais | Décret du 24 avril 1894 |
| 72215      | Neufchâtel            | Sarthe                            | Neufchâtel-en-Saosnois    | Décret du 24 avril 1894 |
| 72264      | Sablé                 | Sarthe                            | Sablé-sur-Sarthe          | Décret du 24 avril 1894 |
| 72331      | Sceaux                | Sarthe                            | Sceaux-sur-Huisne         | Décret du 24 avril 1894 |
| 72346      | La Suze               | Sarthe                            | La Suze-sur-Sarthe        | Décret du 24 avril 1894 |
| 72367      | Vallon                | Sarthe                            | Vallon-sur-Gée            | Décret du 24 avril 1894 |
| 94003      | Arcueil               | Seine (actuellement Val-de-Marne) | Arcueil-Cachan            | Décret du 27 avril 1894 |

### Juillet
| Code INSEE | Ancienne dénomination | Département | Nouvelle dénomination | Date                     |
| ---------- | --------------------- | ----------- | --------------------- | ------------------------ |
| 43130      | Saint-Voy             | Haute-Loire | Mazet-Saint-Voy       | Décret du 7 juillet 1894 |

### Octobre
| Code INSEE | Ancienne dénomination    | Département      | Nouvelle dénomination    | Date                      |
| ---------- | ------------------------ | ---------------- | ------------------------ | ------------------------- |
| 26045      | Châteauneuf-de-Mazenc    | Drôme            | La Bégude-de-Mazenc      | Décret du 17 octobre 1894 |
| 35012      | Bain                     | Ille-et-Vilaine  | Bain-de-Bretagne         | Décret du 19 octobre 1894 |
| 89158      | Étais                    | Yonne            | Étais-la-Sauvin          | Décret du 19 octobre 1894 |
| 62469      | Inchy                    | Pas-de-Calais    | Inchy-en-Artois          | Décret du 19 octobre 1894 |
| 39462      | Rochefort                | Jura             | Rochefort-sur-Nenon      | Décret du 19 octobre 1894 |
| 71448      | Saint-Martin-de-Senozan  | Saône-et-Loire   | Saint-Martin-Belle-Roche | Décret du 19 octobre 1894 |
| 07276      | Saint-Michel-la-Rance    | Ardèche          | Saint-Michel-d'Aurance   | Décret du 19 octobre 1894 |
| 41055      | Chouzy                   | Loir-et-Cher     | Chouzy-sur-Cisse         | Décret du 22 octobre 1894 |
| 47206      | Hauterive                | Lot-et-Garonne   | Pinel-Hauterive          | Décret du 22 octobre 1894 |
| 72259      | Rouperroux               | Sarthe           | Rouperroux-le-Coquet     | Décret du 22 octobre 1894 |
| 76216      | Déville                  | Seine-Inférieure | Déville-lès-Rouen        | Décret du 23 octobre 1894 |
| 59349      | Ligny                    | Nord             | Ligny-en-Cambrésis       | Décret du 23 octobre 1894 |
| 59534      | Saint-Hilaire            | Nord             | Saint-Hilaire-sur-Helpe  | Décret du 23 octobre 1894 |
| 59569      | Sin                      | Nord             | Sin-le-Noble             | Décret du 23 octobre 1894 |
| 11433      | Villeneuve-les-Chanoines | Aude             | Villeneuve-Minervois     | Décret du 23 octobre 1894 |

### Novembre
| Code INSEE | Ancienne dénomination | Département | Nouvelle dénomination | Date                       |
| ---------- | --------------------- | ----------- | --------------------- | -------------------------- |
| 53034      | Bonchamp              | Mayenne     | Bonchamp-lès-Laval    | Décret du 20 novembre 1894 |
| 53035      | Bouchamps             | Mayenne     | Bouchamps-lès-Craon   | Décret du 20 novembre 1894 |
| 14102      | Le Breuil             | Calvados    | Le Breuil-en-Auge     | Décret du 23 novembre 1894 |

### Décembre
| Code INSEE | Ancienne dénomination | Département        | Nouvelle dénomination     | Date                       |
| ---------- | --------------------- | ------------------ | ------------------------- | -------------------------- |
| 34107      | Fraisse               | Hérault            | Fraisse-sur-Agout         | Décret du 21 décembre 1894 |
| 34256      | Saint-Geniès          | Hérault            | Saint-Geniès-des-Mourgues | Décret du 21 décembre 1894 |
| 54076      | Blainville            | Meurthe-et-Moselle | Blainville-sur-l'Eau      | Décret du 22 décembre 1894 |
| 02067      | Bergues               | Aisne              | Bergues-sur-Sambre        | Décret du 22 décembre 1894 |
| 02541      | Neufchâtel            | Aisne              | Neufchâtel-sur-Aisne      | Décret du 22 décembre 1894 |
| 32274      | Monlezun              | Gers               | Monlezun-d'Armagnac       | Décret du 26 décembre 1894 |

## 1895

### Février
| Code INSEE | Ancienne dénomination | Département | Nouvelle dénomination | Date                      |
| ---------- | --------------------- | ----------- | --------------------- | ------------------------- |
| 40013      | Arthez                | Landes      | Arthez-d'Armagnac     | Décret du 15 février 1895 |
| 36061      | Crozon                | Indre       | Crozon-sur-Vauvre     | Décret du 19 février 1895 |
| 86276      | Usson                 | Vienne      | Usson-du-Poitou       | Décret du 21 février 1895 |
| 86281      | Vendeuvre             | Vienne      | Vendeuvre-du-Poitou   | Décret du 21 février 1895 |

### Avril
| Code INSEE | Ancienne dénomination  | Département | Nouvelle dénomination            | Date                    |
| ---------- | ---------------------- | ----------- | -------------------------------- | ----------------------- |
| 14027      | Aunay                  | Calvados    | Aunay-sur-Odon                   | Décret du 10 avril 1895 |
| 01345      | Saint-Denis-le-Chosson | Ain         | Saint-Denis-en-Bugey             | Décret du 10 avril 1895 |
| 86224      | Saint-Gervais          | Vienne      | Saint-Gervais-les-Trois-Clochers | Décret du 10 avril 1895 |
| 56241      | Port-Philippe          | Morbihan    | Sauzon                           | Décret du 10 avril 1895 |

### Septembre
| Code INSEE | Ancienne dénomination | Département | Nouvelle dénomination  | Date                        |
| ---------- | --------------------- | ----------- | ---------------------- | --------------------------- |
| 59161      | Crèvecœur             | Nord        | Crèvecœur-sur-l'Escaut | Décret du 24 septembre 1895 |

### Novembre
| Code INSEE | Ancienne dénomination  | Département                             | Nouvelle dénomination | Date                       |
| ---------- | ---------------------- | --------------------------------------- | --------------------- | -------------------------- |
| 17248      | Mortagne               | Charente-Inférieure                     | Mortagne-sur-Gironde  | Décret du 15 novembre 1895 |
| 27543      | Saint-Georges-sur-Eure | Eure                                    | Saint-Georges-Motel   | Décret du 15 novembre 1895 |
| 81182      | Montredon              | Tarn                                    | Montredon-Labessonnié | Décret du 18 novembre 1895 |
| 95116      | Bruyères               | Seine-et-Oise (actuellement Val-d'Oise) | Bruyères-sur-Oise     | Décret du 20 novembre 1895 |

### Décembre
| Code INSEE | Ancienne dénomination | Département    | Nouvelle dénomination | Date                       |
| ---------- | --------------------- | -------------- | --------------------- | -------------------------- |
| 49225      | Neuvy                 | Maine-et-Loire | Neuvy-en-Mauges       | Décret du 3 décembre 1895  |
| 77027      | Beaumont              | Seine-et-Marne | Beaumont-du-Gâtinais  | Décret du 31 décembre 1895 |

## 1896

### Janvier
| Code INSEE | Ancienne dénomination | Département  | Nouvelle dénomination | Date                      |
| ---------- | --------------------- | ------------ | --------------------- | ------------------------- |
| 87042      | Le Châtenet           | Haute-Vienne | Le Châtenet-en-Dognon | Décret du 15 janvier 1896 |
| 48038      | Chambon               | Lozère       | Chambon-le-Château    | Décret du 17 janvier 1896 |
| 32330      | Préchac               | Gers         | Préchac-sur-l'Adour   | Décret du 17 janvier 1896 |

### Février
| Code INSEE | Ancienne dénomination | Département | Nouvelle dénomination | Date                      |
| ---------- | --------------------- | ----------- | --------------------- | ------------------------- |
| 02483      | Mézières              | Aisne       | Mézières-sur-Oise     | Décret du 19 février 1896 |

### Mars
| Code INSEE | Ancienne dénomination   | Département         | Nouvelle dénomination     | Date                   |
| ---------- | ----------------------- | ------------------- | ------------------------- | ---------------------- |
| 45009      | Aschères                | Loiret              | Aschères-le-Marché        | Décret du 4 mars 1896, |
| 47147      | Lévignac                | Lot-et-Garonne      | Lévignac-de-Seyches       | Décret du 4 mars 1896, |
| 12225      | Saint-Georges           | Aveyron             | Saint-Georges-de-Luzençon | Décret du 4 mars 1896, |
| 33506      | Sauveterre              | Gironde             | Sauveterre-de-Guyenne     | Décret du 4 mars 1896, |
| 50435      | Le Grand-Hameau         | Manche              | Rocheville                | Décret du 9 mars 1896  |
| 17420      | Salles                  | Charente-Inférieure | Salles-sur-Mer            | Décret du 9 mars 1896  |
| 37259      | Saint-Pierre-de-Tournon | Indre-et-Loire      | Tournon-Saint-Pierre      | Décret du 20 mars 1896 |
| 45085      | Châtillon-sur-Loing     | Loiret              | Châtillon-Coligny         | Décret du 24 mars 1896 |

### Mai
| Code INSEE | Ancienne dénomination | Département | Nouvelle dénomination | Date                 |
| ---------- | --------------------- | ----------- | --------------------- | -------------------- |
| 33254      | Loupiac-de-Blaignac   | Gironde     | Loupiac-de-la-Réole   | Décret du 4 mai 1896 |
| 80696      | Sains                 | Somme       | Sains-en-Amiénois     | Décret du 4 mai 1896 |

### Juillet
| Code INSEE | Ancienne dénomination | Département | Nouvelle dénomination    | Date                       |
| ---------- | --------------------- | ----------- | ------------------------ | -------------------------- |
| 53157      | Montigné              | Mayenne     | Montigné-le-Brillant     | Décret du 12 juillet 1896, |
| 12215      | Saint-Christophe      | Aveyron     | Saint-Christophe-Vallon  | Décret du 12 juillet 1896, |
| 38549      | Villard-Eymond        | Isère       | Villard-Notre-Dame       | Décret du 12 juillet 1896, |
| 58285      | Tamnay                | Nièvre      | Tamnay-en-Bazois         | Décret du 21 juillet 1896  |
| 33383      | Saint-Christoly       | Gironde     | Saint-Christoly-de-Médoc | Décret du 26 juillet 1896  |

### Août
| Code INSEE | Ancienne dénomination               | Département    | Nouvelle dénomination   | Date                    |
| ---------- | ----------------------------------- | -------------- | ----------------------- | ----------------------- |
| 18011      | Argent                              | Cher           | Argent-sur-Sauldre      | Décret du 2 août 1896   |
| 43026      | Saint-Just-près-Chomelix            | Haute-Loire    | Bellevue-la-Montagne    | Décret du 10 août 1896, |
| 81267      | Sénégats-et-Saint-Pierre-de-Trivisy | Tarn           | Saint-Pierre-de-Trivisy | Décret du 10 août 1896, |
| 71192      | Étang                               | Saône-et-Loire | Étang-sur-Arroux        | Décret du 22 août 1896  |
| 47005      | Allemans                            | Lot-et-Garonne | Allemans-du-Dropt       | Décret du 26 août 1896, |
| 28102      | Clévilliers-le-Moutier              | Eure-et-Loir   | Clévilliers             | Décret du 26 août 1896, |

### Octobre
| Code INSEE | Ancienne dénomination    | Département | Nouvelle dénomination | Date                                 |
| ---------- | ------------------------ | ----------- | --------------------- | ------------------------------------ |
| 79145      | La Boissière-Thouarsaise | Deux-Sèvres | Lageon                | Arrêté préfectoral du 7 octobre 1896 |
| 08370      | Rouvroy                  | Ardennes    | Rouvroy-sur-Audry     | Décret du 28 octobre 1896            |

### Novembre
| Code INSEE | Ancienne dénomination | Département | Nouvelle dénomination | Date                        |
| ---------- | --------------------- | ----------- | --------------------- | --------------------------- |
| 63305      | Rochefort             | Puy-de-Dôme | Rochefort-Montagne    | Décret du 19 novembre 1896, |
| 51531      | Sermaize-sur-Saulx    | Marne       | Sermaize-les-Bains    | Décret du 19 novembre 1896, |
| 14318      | Graye                 | Calvados    | Graye-sur-Mer         | Décret du 29 novembre 1896  |

### Décembre
| Code INSEE | Ancienne dénomination | Département     | Nouvelle dénomination | Date                       |
| ---------- | --------------------- | --------------- | --------------------- | -------------------------- |
| 65025      | Argelès               | Hautes-Pyrénées | Argelès-Gazost        | Décret du 31 décembre 1896 |

## 1897

### Janvier
| Code INSEE | Ancienne dénomination | Département     | Nouvelle dénomination      | Date                      |
| ---------- | --------------------- | --------------- | -------------------------- | ------------------------- |
| 65099      | Bordères-près-Arreau  | Hautes-Pyrénées | Bordères-Louron            | Décret du 19 janvier 1897 |
| 82168      | Saint-Nazaire         | Tarn-et-Garonne | Saint-Nazaire-de-Valentane | Décret du 19 janvier 1897 |
| 65100      | Bordères              | Hautes-Pyrénées | Bordères-sur-l'Échez       | Décret du 30 janvier 1897 |
| 49039      | Bourgneuf             | Maine-et-Loire  | Bourgneuf-en-Mauges        | Décret du 30 janvier 1897 |
| 10070      | Celles                | Aube            | Celles-sur-Ource           | Décret du 30 janvier 1897 |
| 12218      | Saint-Cyprien         | Aveyron         | Saint-Cyprien-sur-Dourdou  | Décret du 30 janvier 1897 |
| 62771      | Sallau                | Pas-de-Calais   | Sallaumines                | Décret du 30 janvier 1897 |

### Février
| Code INSEE | Ancienne dénomination     | Département     | Nouvelle dénomination    | Date                     |
| ---------- | ------------------------- | --------------- | ------------------------ | ------------------------ |
| 02028      | Athies                    | Aisne           | Athies-sous-Laon         | Décret du 3 février 1897 |
| 64160      | Cambo                     | Basses-Pyrénées | Cambo-les-Bains          | Décret du 3 février 1897 |
| 24513      | Saint-Vincent-d'Excideuil | Dordogne        | Saint-Vincent-sur-l'Isle | Décret du 3 février 1897 |

### Mars
| Code INSEE | Ancienne dénomination | Département    | Nouvelle dénomination | Date                   |
| ---------- | --------------------- | -------------- | --------------------- | ---------------------- |
| 71049      | Touches               | Saône-et-Loire | Bourgneuf-Val-d'Or    | Décret du 9 mars 1897  |
| 43080      | Craponne              | Haute-Loire    | Craponne-sur-Arzon    | Décret du 15 mars 1897 |
| 79130      | Frontenay             | Deux-Sèvres    | Frontenay-Rohan-Rohan | Décret du 15 mars 1897 |

### Mai
| Code INSEE | Ancienne dénomination     | Département                            | Nouvelle dénomination | Date                 |
| ---------- | ------------------------- | -------------------------------------- | --------------------- | -------------------- |
| 83075      | Les Mayons-du-Luc         | Var                                    | Les Mayons            | Décret du 2 mai 1897 |
| 86264      | Sommières                 | Vienne                                 | Sommières-du-Clain    | Décret du 2 mai 1897 |
| 92051      | Neuilly                   | Seine (actuellement Hauts-de-Seine)    | Neuilly-sur-Seine     | Décret du 2 mai 1897 |
| 93064      | Rosny                     | Seine (actuellement Seine-Saint-Denis) | Rosny-sous-Bois       | Décret du 2 mai 1897 |
| 94011      | Bonneuil                  | Seine (actuellement Val-de-Marne)      | Bonneuil-sur-Marne    | Décret du 2 mai 1897 |
| 94017      | Champigny                 | Seine (actuellement Val-de-Marne)      | Champigny-sur-Marne   | Décret du 2 mai 1897 |
| 94041      | Ivry                      | Seine (actuellement Val-de-Marne)      | Ivry-sur-Seine        | Décret du 2 mai 1897 |
| 94068      | Saint-Maur                | Seine (actuellement Val-de-Marne)      | Saint-Maur-des-Fossés | Décret du 2 mai 1897 |
| 94081      | Vitry                     | Seine (actuellement Val-de-Marne)      | Vitry-sur-Seine       | Décret du 2 mai 1897 |
| 70174      | Hauterive-et-le-Cordonnet | Haute-Saône                            | Cordonnet             | Décret du 9 mai 1897 |
| 08203      | Guignicourt               | Ardennes                               | Guignicourt-sur-Vence | Décret du 9 mai 1897 |
| 08341      | Poix                      | Ardennes                               | Poix-Terron           | Décret du 9 mai 1897 |

### Juillet
| Code INSEE | Ancienne dénomination | Département      | Nouvelle dénomination  | Date                       |
| ---------- | --------------------- | ---------------- | ---------------------- | -------------------------- |
| 81203      | Paulin                | Tarn             | Paulinet               | Décret du 1er juillet 1897 |
| 32064      | Bretagne              | Gers             | Bretagne-d'Armagnac    | Décret du 24 juillet 1897  |
| 02801      | Vigneux               | Aisne            | Vigneux-Hocquet        | Décret du 24 juillet 1897  |
| 50455      | Saint-Clair           | Manche           | Saint-Clair-sur-l'Elle | Décret du 30 juillet 1897  |
| 76735      | Veules                | Seine-Inférieure | Veules-les-Roses       | Décret du 30 juillet 1897  |

### Septembre
| Code INSEE | Ancienne dénomination  | Département      | Nouvelle dénomination  | Date                        |
| ---------- | ---------------------- | ---------------- | ---------------------- | --------------------------- |
| 53100      | Fougerolles            | Mayenne          | Fougerolles-du-Plessis | Décret du 11 septembre 1897 |
| 69068      | Couzon                 | Rhône            | Couzon-au-Mont-d'Or    | Décret du 18 septembre 1897 |
| 14225      | Dives                  | Calvados         | Dives-sur-Mer          | Décret du 18 septembre 1897 |
| 60412      | Montagny               | Oise             | Montagny-en-Vexin      | Décret du 18 septembre 1897 |
| 12188      | Prades                 | Aveyron          | Prades-Salars          | Décret du 18 septembre 1897 |
| 38470      | La Salle               | Isère            | La Salle-en-Beaumont   | Décret du 18 septembre 1897 |
| 14201      | Crèvecœur              | Calvados         | Crèvecœur-en-Auge      | Décret du 22 septembre 1897 |
| 76412      | Épreville-Martainville | Seine-Inférieure | Martainville-Épreville | Décret du 22 septembre 1897 |

### Novembre
| Code INSEE | Ancienne dénomination | Département | Nouvelle dénomination | Date                       |
| ---------- | --------------------- | ----------- | --------------------- | -------------------------- |
| 14021      | Arromanches           | Calvados    | Arromanches-les-Bains | Décret du 3 novembre 1897  |
| 32408      | Salles                | Gers        | Salles-d'Armagnac     | Décret du 11 novembre 1897 |
| 16181      | Petit-Lessac          | Charente    | Lessac                | Décret du 26 novembre 1897 |
| 39065      | Les Faisses           | Jura        | Bonnefontaine         | Décret du 27 novembre 1897 |
| 32073      | Campagne              | Gers        | Campagne-d'Armagnac   | Décret du 27 novembre 1897 |
| 16320      | Saint-Genis           | Charente    | Saint-Genis-d'Hiersac | Décret du 27 novembre 1897 |

### Décembre
| Code INSEE | Ancienne dénomination | Département    | Nouvelle dénomination   | Date                       |
| ---------- | --------------------- | -------------- | ----------------------- | -------------------------- |
| 33005      | Andernos              | Gironde        | Andernos-les-Bains      | Décret du 13 décembre 1897 |
| 69044      | Charbonnières         | Rhône          | Charbonnières-les-Bains | Décret du 13 décembre 1897 |
| 37133      | Loché                 | Indre-et-Loire | Loché-sur-Indrois       | Décret du 18 décembre 1897 |

## 1898

### Janvier
| Code INSEE | Ancienne dénomination | Département         | Nouvelle dénomination   | Date                      |
| ---------- | --------------------- | ------------------- | ----------------------- | ------------------------- |
| 02042      | Azy-Bonneil           | Aisne               | Azy                     | Décret du 31 janvier 1898 |
| 86022      | Nueil-sur-Dive        | Vienne              | Berrie                  | Décret du 31 janvier 1898 |
| 66046      | Caudiès               | Pyrénées-Orientales | Caudiès-de-Fenouillèdes | Décret du 31 janvier 1898 |

### Février
| Code INSEE | Ancienne dénomination  | Département   | Nouvelle dénomination | Date                      |
| ---------- | ---------------------- | ------------- | --------------------- | ------------------------- |
| 02649      | Rocourt                | Aisne         | Rocourt-Saint-Martin  | Décret du 15 février 1898 |
| 26106      | Lachamp                | Drôme         | La Coucourde          | Décret du 23 février 1898 |
| 31346      | Mirepoix               | Haute-Garonne | Mirepoix-sur-Tarn     | Décret du 28 février 1898 |
| 31588      | Villeneuve-lès-Cugnaux | Haute-Garonne | Villeneuve-Tolosane   | Décret du 28 février 1898 |

### Juillet
| Code INSEE | Ancienne dénomination | Département                          | Nouvelle dénomination       | Date                      |
| ---------- | --------------------- | ------------------------------------ | --------------------------- | ------------------------- |
| 91103      | Brétigny              | Seine-et-Oise (actuellement Essonne) | Brétigny-sur-Orge           | Décret du 2 juillet 1898  |
| 51177      | Coulommes             | Marne                                | Coulommes-la-Montagne       | Décret du 2 juillet 1898  |
| 30192      | Orthoux-et-Quilhan    | Gard                                 | Orthoux-Sérignac-et-Quilhan | Décret du 27 juillet 1898 |

### Septembre
| Code INSEE | Ancienne dénomination | Département    | Nouvelle dénomination | Date                       |
| ---------- | --------------------- | -------------- | --------------------- | -------------------------- |
| 58041      | Brinon-les-Allemands  | Nièvre         | Brinon-sur-Beuvron    | Décret du 4 septembre 1898 |
| 49083      | Chaudron              | Maine-et-Loire | Chaudron-en-Mauges    | Décret du 4 septembre 1898 |
| 71122      | Cheilly               | Saône-et-Loire | Cheilly-lès-Maranges  | Décret du 4 septembre 1898 |
| 71174      | Dezize                | Saône-et-Loire | Dezize-lès-Maranges   | Décret du 4 septembre 1898 |
| 55158      | Bouvigny              | Meuse          | Dommary-Baroncourt    | Décret du 4 septembre 1898 |
| 81145      | Lisle                 | Tarn           | Lisle-sur-Tarn        | Décret du 4 septembre 1898 |
| 42287      | Saint-Sauveur         | Loire          | Saint-Sauveur-en-Rue  | Décret du 4 septembre 1898 |

### Novembre
| Code INSEE | Ancienne dénomination | Département         | Nouvelle dénomination | Date                       |
| ---------- | --------------------- | ------------------- | --------------------- | -------------------------- |
| 51310      | Jouy                  | Marne               | Jouy-lès-Reims        | Décret du 7 novembre 1898  |
| 70549      | Sept-Fontaines        | Haute-Saône         | La Vernotte           | Décret du 7 novembre 1898  |
| 37053      | Chanceaux             | Indre-et-Loire      | Chanceaux-près-Loches | Décret du 10 novembre 1898 |
| 17247      | Mornac                | Charente-Inférieure | Mornac-sur-Seudre     | Décret du 10 novembre 1898 |

### Décembre
| Code INSEE | Ancienne dénomination     | Département         | Nouvelle dénomination  | Date                       |
| ---------- | ------------------------- | ------------------- | ---------------------- | -------------------------- |
| 65058      | Azet-Trachère             | Hautes-Pyrénées     | Azet                   | Décret du 5 décembre 1898  |
| 73305      | Montvalezan-sur-Bellentre | Savoie              | Valezan                | Décret du 5 décembre 1898  |
| 14338      | Beuzeval                  | Calvados            | Beuzeval-Houlgate      | Décret du 15 décembre 1898 |
| 76307      | Gonneville                | Seine-Inférieure    | Gonneville-la-Mallet   | Décret du 15 décembre 1898 |
| 29236      | Riec                      | Finistère           | Riec-sur-Bélon         | Décret du 15 décembre 1898 |
| 17411      | Saint-Trojan              | Charente-Inférieure | Saint-Trojan-les-Bains | Décret du 15 décembre 1898 |
| 10199      | Loches                    | Aube                | Loches-sur-Ource       | Décret du 22 décembre 1898 |
| 17230      | Meschers                  | Charente-Inférieure | Meschers-sur-Gironde   | Décret du 22 décembre 1898 |
| 76481      | Octeville                 | Seine-Inférieure    | Octeville-sur-Mer      | Décret du 22 décembre 1898 |

## 1899

### Février
| Code INSEE | Ancienne dénomination | Département | Nouvelle dénomination | Date                      |
| ---------- | --------------------- | ----------- | --------------------- | ------------------------- |
| 73176      | Montvalezan-sur-Séez  | Savoie      | Montvalezan           | Décret du 16 février 1899 |
| 80795      | Ville-Saint-Ouen      | Somme       | Ville-le-Marclet      | Décret du 28 février 1899 |

### Mars
| Code INSEE | Ancienne dénomination | Département   | Nouvelle dénomination   | Date                   |
| ---------- | --------------------- | ------------- | ----------------------- | ---------------------- |
| 62445      | Hesdigneul            | Pas-de-Calais | Hesdigneul-lez-Béthune  | Décret du 3 mars 1899  |
| 62446      | Hesdigneul            | Pas-de-Calais | Hesdigneul-lez-Boulogne | Décret du 3 mars 1899  |
| 32211      | Lias                  | Gers          | Lias-d'Armagnac         | Décret du 17 mars 1899 |
| 09180      | Portes                | Ariège        | Manses                  | Décret du 17 mars 1899 |

### Avril
| Code INSEE | Ancienne dénomination | Département         | Nouvelle dénomination   | Date                    |
| ---------- | --------------------- | ------------------- | ----------------------- | ----------------------- |
| 32094      | Caupenne              | Gers                | Caupenne-d'Armagnac     | Décret du 13 avril 1899 |
| 17265      | Saint-Sornin          | Charente-Inférieure | Nieulle-et-Saint-Sornin | Décret du 29 avril 1899 |

### Mai
| Code INSEE | Ancienne dénomination | Département   | Nouvelle dénomination | Date                 |
| ---------- | --------------------- | ------------- | --------------------- | -------------------- |
| 31248      | Labarthe              | Haute-Garonne | Labarthe-sur-Lèze     | Décret du 8 mai 1899 |

### Juillet
| Code INSEE | Ancienne dénomination | Département    | Nouvelle dénomination | Date                      |
| ---------- | --------------------- | -------------- | --------------------- | ------------------------- |
| 47163      | Mauvezin              | Lot-et-Garonne | Mauvezin-sur-Gupie    | Décret du 19 juillet 1899 |

### Août
| Code INSEE | Ancienne dénomination | Département | Nouvelle dénomination | Date                   |
| ---------- | --------------------- | ----------- | --------------------- | ---------------------- |
| 51338      | Mailly                | Marne       | Mailly-Champagne      | Décret du 18 août 1899 |
| 60403      | Milly                 | Oise        | Milly-sur-Thérain     | Décret du 18 août 1899 |
| 58311      | Ville-lès-Anlezy      | Nièvre      | Ville-Langy           | Décret du 18 août 1899 |

### Septembre
| Code INSEE | Ancienne dénomination | Département      | Nouvelle dénomination  | Date                         |
| ---------- | --------------------- | ---------------- | ---------------------- | ---------------------------- |
| 77079      | Champagne             | Seine-et-Marne   | Champagne-sur-Seine    | Décret du 1er septembre 1899 |
| 44110      | Nort                  | Loire-Inférieure | Nort-sur-Erdre         | Décret du 1er septembre 1899 |
| 73286      | Serrières             | Savoie           | Serrières-en-Chautagne | Décret du 1er septembre 1899 |
| 76706      | Tourville-sur-Fécamp  | Seine-Inférieure | Tourville-les-Ifs      | Décret du 1er septembre 1899 |

### Octobre
| Code INSEE | Ancienne dénomination    | Département    | Nouvelle dénomination    | Date                       |
| ---------- | ------------------------ | -------------- | ------------------------ | -------------------------- |
| 89408      | Tannerre                 | Yonne          | Tannerre-en-Puisaye      | Décret du 1er octobre 1899 |
| 60183      | Croissy                  | Oise           | Croissy-sur-Celle        | Décret du 29 octobre 1899  |
| 03239      | Saint-Léger-des-Bruyères | Allier         | Saint-Léger-sur-Vouzance | Décret du 29 octobre 1899  |
| 71496      | Sampigny                 | Saône-et-Loire | Sampigny-lès-Maranges    | Décret du 29 octobre 1899  |

### Novembre
| Code INSEE | Ancienne dénomination | Département   | Nouvelle dénomination | Date                       |
| ---------- | --------------------- | ------------- | --------------------- | -------------------------- |
| 62882      | Wavrans               | Pas-de-Calais | Wavrans-sur-l'Aa      | Décret du 10 novembre 1899 |
| 62883      | Wavrans               | Pas-de-Calais | Wavrans-sur-Ternoise  | Décret du 10 novembre 1899 |
| 14462      | Neuilly               | Calvados      | Neuilly-la-Forêt      | Décret du 13 novembre 1899 |

### Décembre
| Code INSEE | Ancienne dénomination | Département | Nouvelle dénomination | Date                      |
| ---------- | --------------------- | ----------- | --------------------- | ------------------------- |
| 73047      | Bonneval              | Savoie      | Bonneval-sur-Arc      | Décret du 4 décembre 1899 |